# ساو تومي وبرينسيب البرتغالية
ساو تومي وبرينسيب البرتغالية كانت مستعمرة برتغالية منذ اكتشافها عام 1470 حتى عام 1975، عندما منحتها البرتغال الاستقلال.

## التاريخ
اكتشف المستكشفان البرتغاليان جواو دي سانتاريم وبيرو إسكوبار هاتين الجزيرتين حوالي عام 1470. ووجداها غير مأهولتين. تم تسمية جزيرة ساو تومي (جزيرة القديس توما) من قبل البرتغاليين تكريماً للقديس توما الرسول، حيث اكتشفوا الجزيرة في يوم عيده حسب المعتقد الكاثوليكي، بينما تم تسمية جزيرة برينسيبي (جزيرة الأمير) تكريماً لأمير البرتغال أفونسو المفضل لدى والده.